# Doug MacLean
Douglas „Doug“ MacLean (* 12. April 1954 in Summerside, Prince Edward Island) ist ein kanadischer Eishockeyfunktionär und -trainer.

## Karriere
MacLean spielte während seiner Juniorzeit bei den Montréal Junior Canadiens in der OHA, schaffte es jedoch nicht zu einer nennenswerten Karriere als Spieler.
Nachdem er unter anderem eine Universitätsmannschaft trainiert hatte, engagierten ihn die St. Louis Blues für die Saison 1987/88 als Assistenztrainer von Jacques Martin. Zur darauf folgenden Spielzeit wechselte er als Assistent von Bryan Murray zu den Washington Capitals. Als Murray im Laufe der Saison 1989/90 entlassen wurde, versetzten sie MacLean ins AHL-Farmteam zu den Baltimore Skipjacks.
Zur Saison 1990/91 wurde Murray von den Detroit Red Wings verpflichtet und MacLean folgte ihm als Assistent. Auch als MacLean erstmals ins Rampenlicht trat, zog Murray im Hintergrund die Fäden. Nachdem Murray bei den neu gegründeten Florida Panthers als General Manager angeheuert hatte, und für das Team einen Nachfolger für Roger Neilson suchte, fiel die Wahl auf Doug MacLean. Er konnte bei seiner ersten Stelle als Cheftrainer überzeugen. Nach seiner ersten Saison 1995/96 wurde er für den Jack Adams Award bester Trainer der NHL nominiert, im Jahr darauf war er Trainer beim NHL All-Star Game.
Seine Erfolge und Erfahrungen als Trainer bei den Florida Panthers qualifizierten ihn bei den neu gegründeten Columbus Blue Jackets erster General Manager zu werden. Nachdem sich auch im dritten Jahr der gewünschte Erfolg nicht einstellte, übernahm er im Laufe der Saison 2002/03 selbst die Position als Trainer. Für die Saison 2003/04 holte er sich mit Gerard Gallant einen Assistenztrainer, der aus demselben Ort wie er stammt. Nach einer halben Saison übergab er Gallant das Ruder und konzentrierte sich wieder vollständig auf seine Managertätigkeit. Nachdem die Blue Jackets sich auch in der Saison 2006/07 nicht für die Playoffs qualifiziert hatten, trennte man sich am 18. April 2007 von ihm.
Im August 2007 führte MacLean eine Investoren-Gruppe an, welche die Tampa Bay Lightning übernehmen wollte.

## Sportliche Erfolge

### Persönliche Auszeichnungen
- Nominiert für den Jack Adams Award: 1996
- Teilnahme am NHL All-Star Game: 1996, 1997 (als Trainer)